# Al Ajoen
De stad Al Ajoen of Laayoune (Arabisch: العيون, Berbers: ⵍⵄⵢⵓⵏ, Spaans: El Aaiún) is de grootste stad in het door Marokko bezette deel van de Westelijke Sahara.
De stad telde in 2015 ongeveer 198.200 inwoners. De naam van de stad betekent "de bronnen".
De status van Al Ajoen wordt, net als die van de rest van de Westelijke Sahara, betwist vanwege gebiedsclaims door zowel Marokko als het Polisario, dat Al Ajoen beschouwt als hoofdstad van de door hen in 1976 uitgeroepen Arabische Democratische Republiek Sahara (ADRS), die echter door de meeste landen (waaronder Marokko) niet erkend wordt.
De Koninklijke Marokkaanse luchtmacht heeft een detachement op de luchthaven van Al Ajoen, Hassan I Aiport genaamd, dat met Northrop F-5-gevechtsvliegtuigen vliegt.
Het hoofdkwartier van de MINURSO-missie van de Verenigde Naties is in Al Ajoen gevestigd.

## Geschiedenis
De moderne stad is vermoedelijk in 1938 gesticht door de Spaanse kolonist Antonio de Oro. In 1940 wees de Spaanse overheid Al Ajoen aan als de hoofdstad voor haar kolonie Spaanse Sahara. De stad wordt door de droge rivier Saguia el Hamra in tweeën gedeeld. Op de linkeroever aan de zuidzijde is de oude, lage binnenstad, gebouwd door de Spaanse overheerser. Een kathedraal uit die tijd is nog in gebruik. Ook is er nog een Spaanse internationale school.

## Economie
De stad is een overslagplaats voor vis en lokaal gewonnen fosfaat.

## Sport
Al Ajoen had een profvoetbalclub in de Marokkaanse GNF 1, genaamd Jeunesse Massira, vanaf de promotie in 1994/95 tot en met het seizoen 2011/2012.